# Dion Lopy
Dion Lopy (Dakar, Senegal, 2 de febrero de 2002) es un futbolista senegalés, juega como centrocampista y su equipo es la U. D. Almería de la Segunda División de España.

## Carrera

### Clubes
Se formó en Senegal por la Academia de Oslo (Oslo Football Académie) en Dakar. Fichó por el Stade Reims el 5 de octubre de 2020, con un contrato de tres años, donde continuó su formación.
Disputó un total de 66 partidos y en agosto de 2023 fue traspasado a la U. D. Almería con la iba a competir en la Primera División de España.

### Selección nacional
Con la sub-20, participa en la Copa Africana de Naciones Sub-20 2019. Durante esta competición organizada en Níger, disputa cuatro partidos. Se distinguió por marcar un gol ante Malí en el primer partido, ganado 2-0 por Senegal. Senegal fue derrotado en la final por Mali precisamente, tras una tanda de penaltis. Gracias a sus actuaciones, forma parte del equipo de la CAN 2019 U20.
Luego jugó unos meses después en el Copa Mundial de Fútbol Sub-20 de 2019 en Polonia. Durante el mundial, participó en cuatro juegos. Se destacó durante la fase de grupos al marcar un gol ante Colombia. Senegal perdió en cuartos de final contra Corea del Sur.